# Liste von Sakralbauten in Garbsen
Die Liste von Sakralbauten in Garbsen nennt Kirchengebäude und andere Sakralbauten in Garbsen, Region Hannover, Niedersachsen.

## Liste
| Bild | Name                         | Ort               | Koordinaten                     | Konfession der Gemeinde                     |
| ---- | ---------------------------- | ----------------- | ------------------------------- | ------------------------------------------- |
|      | Kirche Altgarbsen            | Altgarbsen        | 52° 24′ 50,4″ N, 9° 35′ 4,8″ O  | evangelisch-lutherisch                      |
|      | St. Johannes                 | Altgarbsen        |                                 | ehemals römisch-katholisch, 2007 aufgegeben |
|      | Eyüp-Sultan-Moschee          | Altgarbsen        | 52° 25′ 0,7″ N, 9° 35′ 48,4″ O  | IGMG                                        |
|      | Kocatepe Camii               | Altgarbsen        | 52° 25′ 21,6″ N, 9° 35′ 3,2″ O  | DITIB                                       |
|      | Willehadikirche              | Auf der Horst     | 52° 25′ 9,2″ N, 9° 36′ 9,9″ O   | evangelisch-lutherisch                      |
|      | St.-Raphael-Kirche           | Auf der Horst     | 52° 25′ 6,9″ N, 9° 36′ 5,6″ O   | römisch-katholisch                          |
|      | Friedhofskapelle Berenbostel | Berenbostel       | 52° 25′ 5″ N, 9° 34′ 57,2″ O    | evangelisch-lutherisch                      |
|      | Silvanus                     | Berenbostel       |                                 | evangelisch-lutherisch                      |
|      | Stephanuskirche              | Berenbostel       | 52° 26′ 4,2″ N, 9° 36′ 28,8″ O  | evangelisch-lutherisch                      |
|      | St.-Maria-Regina-Kirche      | Berenbostel       | 52° 26′ 21,6″ N, 9° 36′ 30,5″ O | römisch-katholisch                          |
|      | Corpus-Christi-Kirche        | Havelse           |                                 | römisch-katholisch                          |
|      | Versöhnungskirche            | Havelse           |                                 | evangelisch-lutherisch                      |
|      | Kirche Horst                 | Horst             | 52° 26′ 31,6″ N, 9° 32′ 15,3″ O | evangelisch-lutherisch                      |
|      | Kirche Osterwald             | Osterwald         | 52° 27′ 34,8″ N, 9° 34′ 50″ O   | evangelisch-lutherisch                      |
|      | Kirche Schloß Ricklingen     | Schloß Ricklingen | 52° 25′ 46,2″ N, 9° 30′ 25,8″ O | evangelisch-lutherisch                      |